# П'єр Шарль Левек
П'єр Шарль Леве́к (фр. Pierre-Charles Levesque, 28 березня 1736, Париж, Франція — 12 травня 1812, Париж, Франція) — французький історик, член французької Академії написів і красного письменства (з 1789 року).
Автор «Історії Росії» (1782—83), в якій вміщено відомості і про Україну.
За рекомендацією Д. Дідро був запрошений до Петербурга, де він у 1773—80 роках викладав у кадетському корпусі.